# Scooter (banda)
Scooter é uma banda alemã de techno e hardcore techno, oriunda de Hamburgo, que já vendeu mais de 32 milhões de discos e ganhou 80 prêmios de ouro e platina. Eles também são considerados a banda alemã mais bem sucedida com 20 hits no top 10. A banda atualmente consiste de H. P. Baxxter (Hans-Peter Geerdes), Michael Simon, juntamente com Sebastian Schilde, o mais novo membro. Embora a maioria dos álbuns de bandas recentes de seu tipo ainda em estilo experiência Scooter, com outros estilos como a trance, hardstyle, happy hardcore, techno, jumpstyle, e até mesmo hip hop ou house ocasionalmente.
Em seu estilo personalizado incluem vocais falados ou gritavam, multidões elementos corais e performances ao vivo, bem como um grande número de sampling. Entre seus hits mais conhecidos estão “Hyper Hyper”, “Move Your Ass!”, “Fire”, “How Much is the Fish?”, “Posse (I Need You on the Floor)”, “Ramp! (The Logical Song)”, “Nessaja”, “Weekend”, “Maria (I Like It Loud)”, “One (Always Hardcore)”, “Hello! (Good to Be Back)”, “The Question Is What Is The Question?” e “Jumping All Over The World”.

## Discografia

### Álbuns
1995 …and the Beat Goes On!

1996 Our Happy Hardcore

1996 Wicked!

1997 Age of Love

1998 No Time to Chill

1999 Back to the Heavyweight Jam

2000 Sheffield

2001 We Bring the Noise!

2003 The Stadium Techno Experience

2004 Mind The Gap

2005 Who's Got the Last Laugt Now?

2007 The Ultimate Aural Orgasm

2007 Jumping All Over The World

2008 Jumping All Over The World - Whatever You Want (Reino Unido)

2009 Under the Radar Over the Top

2011 The Big Mash Up

2012 Music For a Big Night Out

2014 The Fifth Chapter

2016 Ace

2017 Forever

2021 God Save Theo Rave
2024 Open Your Mind And Your Trousers

### Singles
- 1994: “Vallée de larmes”
- 1994: “Hyper Hyper”[6]
- 1995: “Move Your Ass”[6]
- 1995: “Friends”
- 1995: “Endless Summer”[6]
- 1995: “Back in the U.K.”[6]
- 1996: “Let Me Be Your Valentine”[6]
- 1996: “Rebel Yell”
- 1996: “I’m Raving”[6]
- 1996: “Break It up”
- 1997: “Fire”[6]
- 1997: “The Age of Love”[6]
- 1997: “No Fate”
- 1998: “How Much Is The Fish?”
- 1998: “We Are the Greatest/I Was Made For Lovin' You”
- 1999: “Call Me Mañana”
- 1999: “Faster Harder Scooter”
- 1999: “Fuck the Millennium”
- 2000: “I’m Your Pusher”
- 2000: “She’s the Sun”
- 2001: “Posse (I Need You On The Floor)”
- 2001: “Aiii Shot the DJ”
- 2001: “Ramp! (The Logical Song)”
- 2002: “Nessaja”
- 2003: “Weekend!”
- 2003: “The Night”
- 2003: “Maria (I Like It Loud)”
- 2003: “Jigga Jigga!”
- 2004: “Shake That!”*
- 2004: “One (Always Hardcore)”
- 2005: “Suavemente”
- 2005: “Hello! (Good To Be Back)”
- 2005: “Apache Rocks The Bottom”
- 2007: “Behind The Cow”
- 2007: “Lass Uns Tanzen”
- 2007: “Stripped” Web-lançamento
- 2007: “The Question Is What Is The Question”
- 2007: “And No Matches”
- 2008: “Jumping All Over The World ”
- 2008: “I’m Lonely”
- 2008: “Jump That Rock (Whatever You Want)”
- 2009: “J’adore Hardcore”
- 2009: “Ti Sento”
- 2009: “The Sound Above My Hair”
- 2010: “Stuck on Replay”
- 2011: “Friends Turbo”
- 2011: “The Only One”
- 2011: “David Doesn’t Eat”
- 2011: “C’est Bleu”
- 2012: “It’s a Biz (Ain’t Nobody)”
- 2012: “4 A.M.” Web-lançamento
- 2012: “Army of Hardcore”
- 2014: “Bigroom Blitz”
- 2014: “Today (Scooter ft. Vassy)”
- 2014: “Can’t Stop the Hardcore”
- 2015: “Radiate”
- 2015: “Riot”
- 2016: “Oi”
- 2016: “Mary Got No Lamb”
- 2017: “Bora! Bora! Bora!”
- 2019: “Rave Teacher (Somebody Like Me)” (feat. Xillions)
- 2019: “Devil's Symphony” (feat. Harris & Ford)

- 2019: " Bassdrum "
- 2025: " Harris & Ford With Shibui - Gimme That Noise "

### Compilações
- 1998 Rough & Tough & Dangerous – The Singles 94/98
- 2002 Encore - Live & Direct
- 2002 24 Carat Gold
- 2004 10th Anniversary Concert
- 2006 Excess All Areas
- 2013 20 Years of Hardcore

## Prêmios
| Ano  | Prêmio                                                     |
| ---- | ---------------------------------------------------------- |
| 2003 | Viva Comet Award - Melhor Artista Dance                    |
| 2003 | Prêmio Echo - Melhor Single Dance                          |
| 2004 | Prêmio Echo - Melhor Artista Dance                         |
| 2009 | The Dome Award - Pelas 20 Performances no Dome             |
| 2010 | Viva Platinum Comet Award - Mais Tocado de Todos os Tempos |